# Juan Dixon
Pour les articles homonymes, voir Dixon.
Juan Dixon, né le 9 octobre 1978 à Baltimore, est un basketteur professionnel américain évoluant au poste d'arrière. Il est le neveu de Sheila Dixon, ancienne maire de Baltimore.

## Biographie
Il est drafté en 2002 en 17e position par les Wizards de Washington, franchise avec laquelle il dispute trois saisons. Il évolue ensuite avec d'autres franchises NBA, les Trail Blazers de Portland, les Raptors de Toronto, les Pistons de Détroit et de nouveau les Wizards de Washington.
Il rejoint ensuite l'Europe, évoluant en Grèce avec Aris Salonique, en Espagne à Málaga et en Turquie avec Bandırma Banvit.